# .hm
Pour les articles homonymes, voir HM.
.hm est le domaine de premier niveau national (country code top level domain : ccTLD) réservé aux îles Heard-et-MacDonald.